# Кривошейново
Кривошейново — деревня в Кирилловском районе Вологодской области, расположенная неподалёку от озера Бибишкино.
Входит в состав Ферапонтовского сельского поселения (с 1 января 2006 года по 13 апреля 2009 года входила в Суховерховское сельское поселение), с точки зрения административно-территориального деления — в Суховерховский сельсовет.
Расстояние до районного центра Кириллова по автодороге — 3 км, до центра муниципального образования Ферапонтово по прямой — 13 км. Ближайшие населённые пункты — Пески, Поздышка, Малое Зауломское.
По переписи 2002 года население — 22 человека (10 мужчин, 12 женщин). Всё население — русские.